# Жіноча збірна Казахстану з футболу
Жіноча збірна Казахстану з футболу (каз. Қазақстан әйелдер футбол құрамасы) — жіноча національна команда, якою керує Казахстанська федерація футболу.

## Історія
На чемпіонаті Азії жіноча збірна Казахстану дебютувала 1995 року, на якому посіла передостаннє місце у своїй групі. Два роки по тому зайняла останнє місце в чемпіонаті. У 1999 році казахська збірна у своїй групі стала третьою, але до наступного раунду виходили лише ті команди, які посіли перші місця у своїх групах. Вище вказаний розіграш турніру став останнім для Казахстану.
У 2001 році Казахстан прагнув перейти до УЄФА, а в 2002 році почали грати матчі кваліфікації в європейській зоні. Свої перші офіційні матчі збірна провела в кваліфікації чемпіонату Європи 2005 року. Казахстан розпочав свої виступи у класі B (рівень кваліфікації) й посів останнє місце на груповій стадії, де набрав лише 2 очки. Незважаючи на впевнену домашню перемогу над Румунією, казахська збірна посіла останнє місце в кваліфікації чемпіонату світу 2007 року. Кваліфікація чемпіонату Європи 2009 року стала першою без попереднього посіву, але Казахстану ще довелося зіграти гру попередньої кваліфікації. Казахстан відігрався над Уельсом після поразки з рахунком 1:2 на міні-турнірі в Македонії.

## Зіграні матчі
Результати за останні 12 місяців.
| кваліфікація чемпіонату світу 2023 08.04.2022 | Казахстан | 0:2  | Словенія               | Нур-Султан, Казахстан                              |  |
| EET (UTC+3)                                   |           | Звіт | Прашнікар 6' Ерман 26' | Стадіон: Астана Арена Суддя: Катажина Лисецька-Сек |  |

| кваліфікація чемпіонату світу 2023 12.04.2022 | Казахстан | 0:3  | Уельс                           | Нур-Султан, Казахстан                     |  |
| EET (UTC+3)                                   |           | Звіт | Грін 30' Гардінг 42' Фішлок 65' | Стадіон: Астана Арена Суддя: Сара Перссон |  |

| кваліфікація чемпіонату світу 2023 28.06.2022 | Естонія                                | 4:2  | Казахстан                      | Пярну, Естонія                                                     |  |
| EET (UTC+3)                                   | Саар 61', 88' Хіманен 71' Таммік 90+5' | Звіт | Турлибекова 37' Бортнікова 52' | Стадіон: Пярну Раннастадіон Глядачі: 267 Суддя: Сильвія Гасперотті |  |

| кваліфікація чемпіонату світу 2023 02.09.2022 | Словенія             | 2:0  | Казахстан | Крань, Словенія                                               |  |
| EET (UTC+3)                                   | Маковец 33' Звер 57' | Звіт |           | Стадіон: Спортивний комлекс «Крань» Суддя: Крістіна Трандафір |  |

| кваліфікація чемпіонату світу 2023 06.09.2022 | Казахстан | 0:2     | Естонія |  |  |
| EET (UTC+3)                                   |           | [ Звіт] |         |  |  |

## Тренерський щтаб
| Посада                     | Ім'я            | Посилання |
| -------------------------- | --------------- | --------- |
| Головний тренер            | Калоян Петков   |           |
| Помічник головного тренера | Іскандар Геймат |           |
| Тренер воротарів           | Мадіна Сойкіна  |           |

## Склад команди
Нижче подано список гравчинь, викликаних на матч проти Франції (26 жовтня 2021 року).
Матчі та голи подані станом на 11 липня 2021 року включно
| №  | Поз. | Гравець                   | Дата народження (вік)        | Ігри | Голи | Клуб                  |
| -- | ---- | ------------------------- | ---------------------------- | ---- | ---- | --------------------- |
| 1  | ВР   | Назим Ісмайлова           | 24 лютого 2001 (24 роки)     | 0    | 0    | «Олімпія» (Клуж)      |
| 12 | ВР   | Ірина Саратовцева         | 23 липня 1989 (35 років)     |      |      | СДЮСШОР № 8           |
| 18 | ВР   | Ангеліна Портнова         | 10 лютого 2001 (24 роки)     |      |      | «Адана Ідманюрдуспор» |
|    |      |                           |                              |      |      |                       |
| 2  | ЗХ   | Кундиз Кожахмет           | 4 березня 1999 (26 років)    | 8    | 0    | «Томіріс-Туран»       |
| 4  | ЗХ   | «Айгерим Айтимова»        | 14 лютого 1993 (32 роки)     | 20   | 0    | «Томіріс-Туран»       |
| 9  | ЗХ   | Бібігуль Нурушева         | 2 квітня 1994 (31 рік)       | 11   | 0    | «Томіріс-Туран»       |
| 10 | ЗХ   | Жансая Козієва            | 28 грудня 1996 (28 років)    |      |      | «Окжетепес»           |
| 14 | ЗХ   | Айша Садикова             | 29 травня 2000 (25 років)    |      |      |                       |
| 20 | ЗХ   | Олександра Бурова         | 22 серпня 2002 (22 роки)     | 1    | 0    | «БІІК-Казигурт»       |
| 23 | ЗХ   | Анастасія Влассова        | 25 червня 1996 (29 років)    | 10   | 0    | «Окжетепес»           |
|    |      |                           |                              |      |      |                       |
| 5  | ПЗ   | Ассель Кубессова          | 14 травня 2001 (24 роки)     |      |      | «Томіріс-Туран»       |
| 7  | ПЗ   | Мадіна Жанатаєва          | 3 травня 1991 (34 роки)      |      |      | «БІІК-Казигурт»       |
| 13 | ПЗ   | Світлана Бортнікова       | 17 червня 1997 (28 років)    |      |      | «БІІК-Казигурт»       |
| 16 | ПЗ   | Ассельхан Турлибекова     | 18 грудня 1998 (26 років)    | 9    | 0    | «Томіріс-Туран»       |
| 17 | ПЗ   | Каріна Жумабайкизи        | 4 серпня 1996 (28 років)     | 15   | 0    | «БІІК-Казигурт»       |
| 19 | ПЗ   | Фатіма Сатигалієва        | 14 листопада 1999 (25 років) |      |      | «Окжетепес»           |
| 21 | ПЗ   | Ксенія Харуліна           | 29 січня 1997 (28 років)     |      |      | «БІІК-Казигурт»       |
|    |      |                           |                              |      |      |                       |
| 8  | НП   | Бегаїм Киргизбаєва        | 15 червня 1987 (38 років)    | 47   | 6    | «Окжетепес»           |
| 11 | НП   | Сауле Карибаєва (капітан) | 23 квітня 1987 (38 років)    | 48   | 1    | «Томіріс-Туран»       |

## Підсумкові результати
Станом на 24 березень 2022
| Турнір                         | Іг | В  | Н | П  | ЗМ | ПМ  | РМ   |
| ------------------------------ | -- | -- | - | -- | -- | --- | ---- |
| кваліфікація чемпіонату світу  | 40 | 5  | 3 | 32 | 23 | 118 | −95  |
| кваліфікація чемпіонату Європи | 35 | 5  | 4 | 26 | 15 | 146 | −131 |
| кубок Азії                     | 9  | 2  | 2 | 5  | 16 | 39  | −23  |
| Загалом                        | 84 | 12 | 9 | 63 | 54 | 303 | -249 |

## Статистика виступів

### Чемпіонат світу
| досягнення чемпіонату світу | досягнення чемпіонату світу | досягнення чемпіонату світу | досягнення чемпіонату світу | досягнення чемпіонату світу | досягнення чемпіонату світу | досягнення чемпіонату світу | досягнення чемпіонату світу | досягнення чемпіонату світу |                     | досягнення в кваліфікації | досягнення в кваліфікації | досягнення в кваліфікації | досягнення в кваліфікації | досягнення в кваліфікації | досягнення в кваліфікації | досягнення в кваліфікації |
| Рік                         | Результат                   | Іг                          | В                           | Н*                          | П                           | ЗМ                          | ПМ                          | РМ                          | Іг                  | В                         | Н*                        | П                         | ЗМ                        | ПМ                        | РМ                        |                           |
| 1991 по 1995                | не брала участі             | не брала участі             | не брала участі             | не брала участі             | не брала участі             | не брала участі             | не брала участі             | не брала участі             | не брала участі     | не брала участі           | не брала участі           | не брала участі           | не брала участі           | не брала участі           | не брала участі           |                           |
| 1999                        | не кваліфікувалася          | не кваліфікувалася          | не кваліфікувалася          | не кваліфікувалася          | не кваліфікувалася          | не кваліфікувалася          | не кваліфікувалася          | не кваліфікувалася          | Чемпіонат Азії 1997 | Чемпіонат Азії 1997       | Чемпіонат Азії 1997       | Чемпіонат Азії 1997       | Чемпіонат Азії 1997       | Чемпіонат Азії 1997       | Чемпіонат Азії 1997       |                           |
| 2003                        | не вийшла                   | не вийшла                   | не вийшла                   | не вийшла                   | не вийшла                   | не вийшла                   | не вийшла                   | не вийшла                   | не вийшла           | не вийшла                 | не вийшла                 | не вийшла                 | не вийшла                 | не вийшла                 | не вийшла                 |                           |
| 2007                        | не кваліфікувалася          | не кваліфікувалася          | не кваліфікувалася          | не кваліфікувалася          | не кваліфікувалася          | не кваліфікувалася          | не кваліфікувалася          | не кваліфікувалася          | 6                   | 1                         | 1                         | 4                         | 3                         | 12                        | −9                        |                           |
| 2011                        | не кваліфікувалася          | не кваліфікувалася          | не кваліфікувалася          | не кваліфікувалася          | не кваліфікувалася          | не кваліфікувалася          | не кваліфікувалася          | не кваліфікувалася          | 8                   | 0                         | 0                         | 8                         | 4                         | 32                        | −28                       |                           |
| 2015                        | не кваліфікувалася          | не кваліфікувалася          | не кваліфікувалася          | не кваліфікувалася          | не кваліфікувалася          | не кваліфікувалася          | не кваліфікувалася          | не кваліфікувалася          | 10                  | 1                         | 1                         | 8                         | 8                         | 30                        | −22                       |                           |
| 2019                        | не кваліфікувалася          | не кваліфікувалася          | не кваліфікувалася          | не кваліфікувалася          | не кваліфікувалася          | не кваліфікувалася          | не кваліфікувалася          | не кваліфікувалася          | 11                  | 3                         | 1                         | 7                         | 6                         | 23                        | −17                       |                           |
| 2023                        | не кваліфікувалася          | не кваліфікувалася          | не кваліфікувалася          | не кваліфікувалася          | не кваліфікувалася          | не кваліфікувалася          | не кваліфікувалася          | не кваліфікувалася          | 5                   | 0                         | 0                         | 5                         | 2                         | 21                        | −19                       |                           |
| Загалом                     | -                           | -                           | -                           | -                           | -                           | -                           | -                           | -                           | 40                  | 5                         | 3                         | 32                        | 23                        | 118                       | −95                       |                           |

*Графа «Нічиї» включає матчі на вибування, які визначаються в післяматчевих пенальті.

### Олімпійські ігри
| досягнення на літній олімпіаді | досягнення на літній олімпіаді | досягнення на літній олімпіаді | досягнення на літній олімпіаді | досягнення на літній олімпіаді | досягнення на літній олімпіаді | досягнення на літній олімпіаді | досягнення на літній олімпіаді |
| Рік                            | Результат                      | Іг                             | В                              | Н                              | П                              | ЗМ                             | ПМ                             |
| ------------------------------ | ------------------------------ | ------------------------------ | ------------------------------ | ------------------------------ | ------------------------------ | ------------------------------ | ------------------------------ |
| 1996                           | не існувала                    | не існувала                    | не існувала                    | не існувала                    | не існувала                    | не існувала                    | не існувала                    |
| 2000                           | не кваліфікувалася             | не кваліфікувалася             | не кваліфікувалася             | не кваліфікувалася             | не кваліфікувалася             | не кваліфікувалася             | не кваліфікувалася             |
| 2004                           | не пройшла                     | не пройшла                     | не пройшла                     | не пройшла                     | не пройшла                     | не пройшла                     | не пройшла                     |
| 2008                           | не кваліфікувалася             | не кваліфікувалася             | не кваліфікувалася             | не кваліфікувалася             | не кваліфікувалася             | не кваліфікувалася             | не кваліфікувалася             |
| 2012                           | не кваліфікувалася             | не кваліфікувалася             | не кваліфікувалася             | не кваліфікувалася             | не кваліфікувалася             | не кваліфікувалася             | не кваліфікувалася             |
| 2016                           | не кваліфікувалася             | не кваліфікувалася             | не кваліфікувалася             | не кваліфікувалася             | не кваліфікувалася             | не кваліфікувалася             | не кваліфікувалася             |
| 2020                           | не кваліфікувалася             | не кваліфікувалася             | не кваліфікувалася             | не кваліфікувалася             | не кваліфікувалася             | не кваліфікувалася             | не кваліфікувалася             |
| Загалом                        | -                              | -                              | -                              | -                              | -                              | -                              | -                              |

*Нічиї включає матчі на вибування, переможці в яких визначаються в післяматчевих пенальті.

### Чемпіонат Європи
| досягнення на чемпіонатах Європи | досягнення на чемпіонатах Європи | досягнення на чемпіонатах Європи | досягнення на чемпіонатах Європи | досягнення на чемпіонатах Європи | досягнення на чемпіонатах Європи | досягнення на чемпіонатах Європи | досягнення на чемпіонатах Європи |                     | кваліфікаційний раунд | кваліфікаційний раунд | кваліфікаційний раунд | кваліфікаційний раунд | кваліфікаційний раунд | кваліфікаційний раунд |
| Рік                              | Результат                        | Іг                               | В                                | Н*                               | П                                | ЗМ                               | ПМ                               | Іг                  | В                     | Н*                    | П                     | ЗМ                    | ПМ                    |                       |
| 1984 по 1995                     | не існувала                      | не існувала                      | не існувала                      | не існувала                      | не існувала                      | не існувала                      | не існувала                      | не існувала         | не існувала           | не існувала           | не існувала           | не існувала           | не існувала           |                       |
| 1997 по 2001                     | Not a member of UEFA             | Not a member of UEFA             | Not a member of UEFA             | Not a member of UEFA             | Not a member of UEFA             | Not a member of UEFA             | Not a member of UEFA             | Не була членом УЄФА | Не була членом УЄФА   | Не була членом УЄФА   | Не була членом УЄФА   | Не була членом УЄФА   | Не була членом УЄФА   |                       |
| 2005                             | не кваліфікувалася               | не кваліфікувалася               | не кваліфікувалася               | не кваліфікувалася               | не кваліфікувалася               | не кваліфікувалася               | не кваліфікувалася               | 6                   | 0                     | 2                     | 4                     | 4                     | 16                    |                       |
| 2009                             | не кваліфікувалася               | не кваліфікувалася               | не кваліфікувалася               | не кваліфікувалася               | не кваліфікувалася               | не кваліфікувалася               | не кваліфікувалася               | 3                   | 2                     | 0                     | 1                     | 3                     | 2                     |                       |
| 2013                             | не кваліфікувалася               | не кваліфікувалася               | не кваліфікувалася               | не кваліфікувалася               | не кваліфікувалася               | не кваліфікувалася               | не кваліфікувалася               | 10                  | 2                     | 1                     | 7                     | 4                     | 55                    |                       |
| 2017                             | не кваліфікувалася               | не кваліфікувалася               | не кваліфікувалася               | не кваліфікувалася               | не кваліфікувалася               | не кваліфікувалася               | не кваліфікувалася               | 8                   | 1                     | 1                     | 6                     | 2                     | 30                    |                       |
| 2022                             | не кваліфікувалася               | не кваліфікувалася               | не кваліфікувалася               | не кваліфікувалася               | не кваліфікувалася               | не кваліфікувалася               | не кваліфікувалася               | 8                   | 0                     | 0                     | 8                     | 2                     | 43                    |                       |
| Загалом                          | -                                | -                                | -                                | -                                | -                                | -                                | -                                | 35                  | 5                     | 4                     | 26                    | 15                    | 146                   |                       |

*Нічиї включають матчі на вибування, переможці в яких визначаються в серії післяматчевих пенальті.
- http://www.worldfootball.net/teams/kasachstan-frauen-team/21/ – на цьому ресурсі подано матчі починаючи з 2003 року. 76!!13!!10!!53!!57!!226
- FIFA.com – З 1995 по 2002 рік провела 9 матчів в азійському чемпіонаті + один товариський матч проти Естонії в 2002 році  Естонія 1 -3 Казахстан, 23 жовтня 2002 10!!3!!2!!5!!19!!40 (це джерело не подає два товариські матчі у 2018 році)

### Чемпіонат Азії
| досягнення в кваліфікації кубку Азії | досягнення в кваліфікації кубку Азії | досягнення в кваліфікації кубку Азії | досягнення в кваліфікації кубку Азії | досягнення в кваліфікації кубку Азії | досягнення в кваліфікації кубку Азії | досягнення в кваліфікації кубку Азії | досягнення в кваліфікації кубку Азії | досягнення в кваліфікації кубку Азії |
| Рік                                  | Результат                            | Іг                                   | В                                    | Н*                                   | П                                    | ЗМ                                   | ПМ                                   | РМ                                   |
| ------------------------------------ | ------------------------------------ | ------------------------------------ | ------------------------------------ | ------------------------------------ | ------------------------------------ | ------------------------------------ | ------------------------------------ | ------------------------------------ |
| 1975 по 1993                         | не існувала                          | не існувала                          | не існувала                          | не існувала                          | не існувала                          | не існувала                          | не існувала                          | не існувала                          |
| 1995                                 | Груповий етап                        | 3                                    | 0                                    | 2                                    | 1                                    | 0                                    | 7                                    | −7                                   |
| 1997                                 | Груповий етап                        | 2                                    | 0                                    | 0                                    | 2                                    | 0                                    | 17                                   | −17                                  |
| 1999                                 | Груповий етап                        | 4                                    | 2                                    | 0                                    | 2                                    | 16                                   | 15                                   | +1                                   |
| 2001                                 | не увийшла                           | не увийшла                           | не увийшла                           | не увийшла                           | не увийшла                           | не увийшла                           | не увийшла                           | не увийшла                           |
| 2003 по теперішній час               | не член АФК                          | не член АФК                          | не член АФК                          | не член АФК                          | не член АФК                          | не член АФК                          | не член АФК                          | не член АФК                          |
| Загалом                              | 3/4                                  | 9                                    | 2                                    | 2                                    | 5                                    | 16                                   | 39                                   | −23                                  |

*Нічиї включають матчі на вибування, переможці в яких визначаються в серії післяматчевих пенальті.

### Очні результати
У наведеній нижче таблиці показано абсолютний міжнародний рекорд жіночої збірної Казахстану станом на 17 листопада 2020 року.
| Проти   | Ігор | Перемог | Нічиїх | Поразок | ЗМ | ПМ  |
| Загалом | 88   | 14      | 11     | 62      | 62 | 268 |
| ------- | ---- | ------- | ------ | ------- | -- | --- |

Посилання: Worldfootball